# Église Saint-Firmin de Saint-Firmin-lès-Crotoy
L'église Saint-Firmin est une église située à Saint-Firmin-lès-Crotoy, hameau de la commune du Crotoy dans le département de la Somme, en Baie de Somme.

## Historique

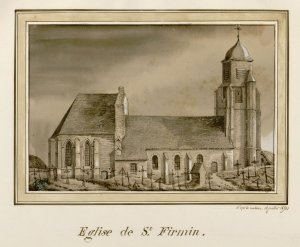
L'église en juillet 1850.

L'église de Saint-Firmin-lès-Crotoy (autrefois de Berteaucourt-lès-Rue) est mentionnée pour la première fois dans une charte de 1197 présente dans les cartulaires du chapitre de la cathédrale d’Amiens : 

« En outre, notre église [la cathédrale] possède des cures et des droits d'imposition sur les prêtres dans l'église de Berteaucourt, près de Rue, et dans les églises de Mayocq, de Tourmont, de Nampont, ainsi que dans les églises de Mautort, de Stelle, et dans ses dépendances [les églises qui dépendent d'elle] ; dans les églises de Villers-Bocage, de Bus, de Morlancourt, de Berbicres et de Blangy ; dans les églises de Cilli, de Vaux, près de Montdidier ; dans les églises de Cottenchy, de Pavery et de Maisnières. »

Une aquarelle de 1850, œuvre d'Oswald Macqueron en dépôt à la bibliothèque d'Abbeville, montre l'église avec son ancienne nef.
L'église Saint-Firmin a été remaniée en profondeur au début du XXe siècle, après l'incendie de 1901.
La nef aux ouvertures romanes a été reconstruite en brique dans le style néo-gothique et la toiture mise au niveau de celle du chœur.

## Caractéristiques
La massive tour-clocher surmontée d'un beffroi à bulbe et le chœur ont été bâtis en grès. D'ailleurs, le clocher constitue la partie la plus ancienne de l'édifice puisque la tour de grès (tout comme au chef-lieu) date probablement du XVIe siècle. La cloche qu'il renferme a été fondue en 1519. Les vitraux ont été réalisés dans les années 1870, l'un d'entre eux est un don du maire de l'époque, Vasseur-Delong, comme en témoigne l'inscription en bas du vitrail.
L'édifice actuel a été restauré essentiellement en brique pour la partie primitive autrefois en craie, comme l'atteste l'aquarelle d'Oswald Macqueron de 1850.
Les instruments de la passion du Christ sont gravés aux sommets des arcades de la voûte.
Les vitraux de la nef représentent des vierges et des saints. Dans le chœur, ils sont à l'image de saint Firmin, premier évêque d'Amiens (à droite), saint Jean-Baptiste (à gauche) et la Vierge Marie au centre.
L'église conserve un mobilier cultuel traditionnel : maître-autel en bois avec panneaux sculptés, autels secondaires, chaire à prêcher, fonts baptismaux en pierre... ainsi que des pierres tombales du XVIIIe siècle.

## Photos

Intérieur de l'église.
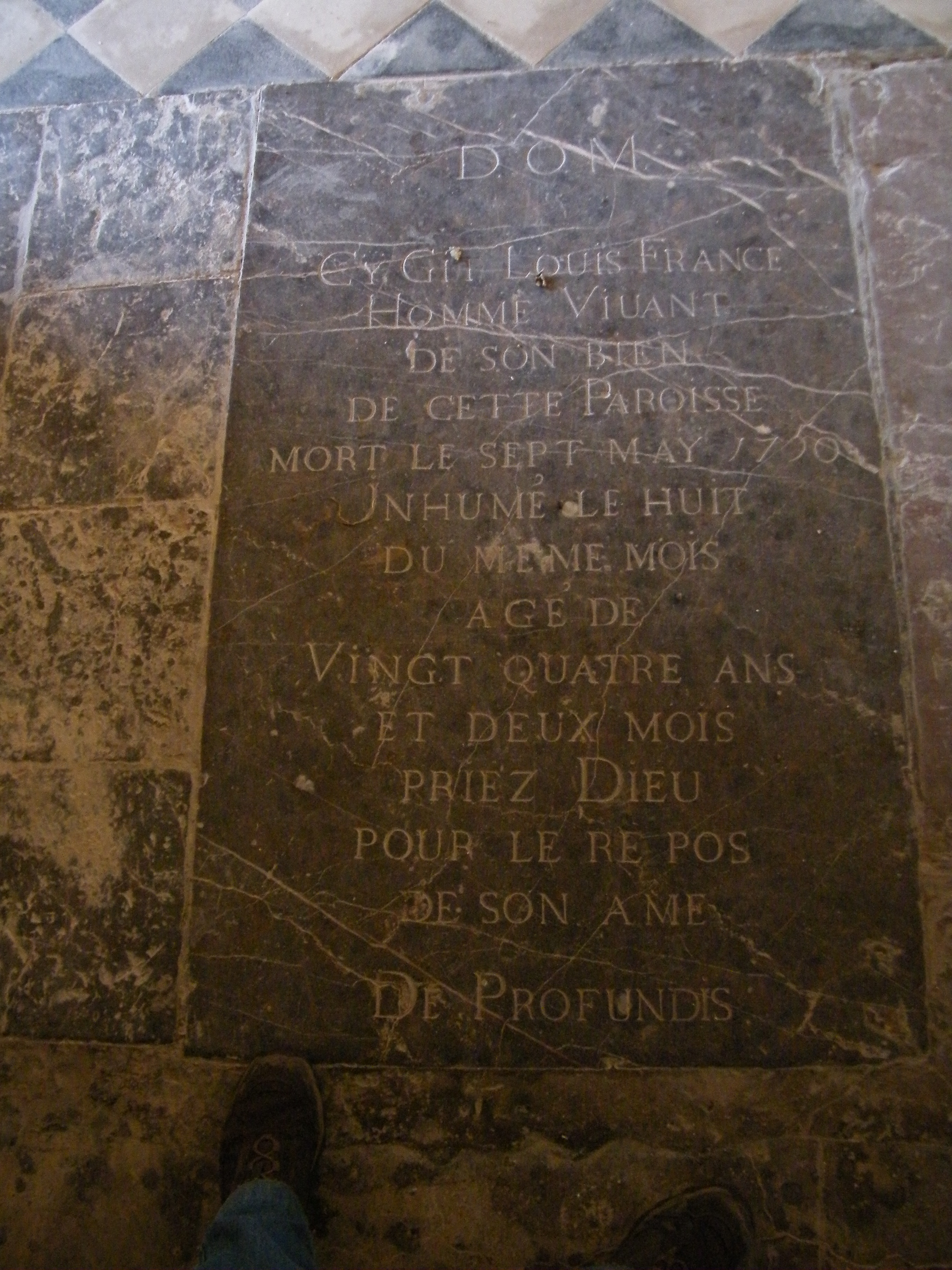
Pierre tombale de Louis France, 1750.
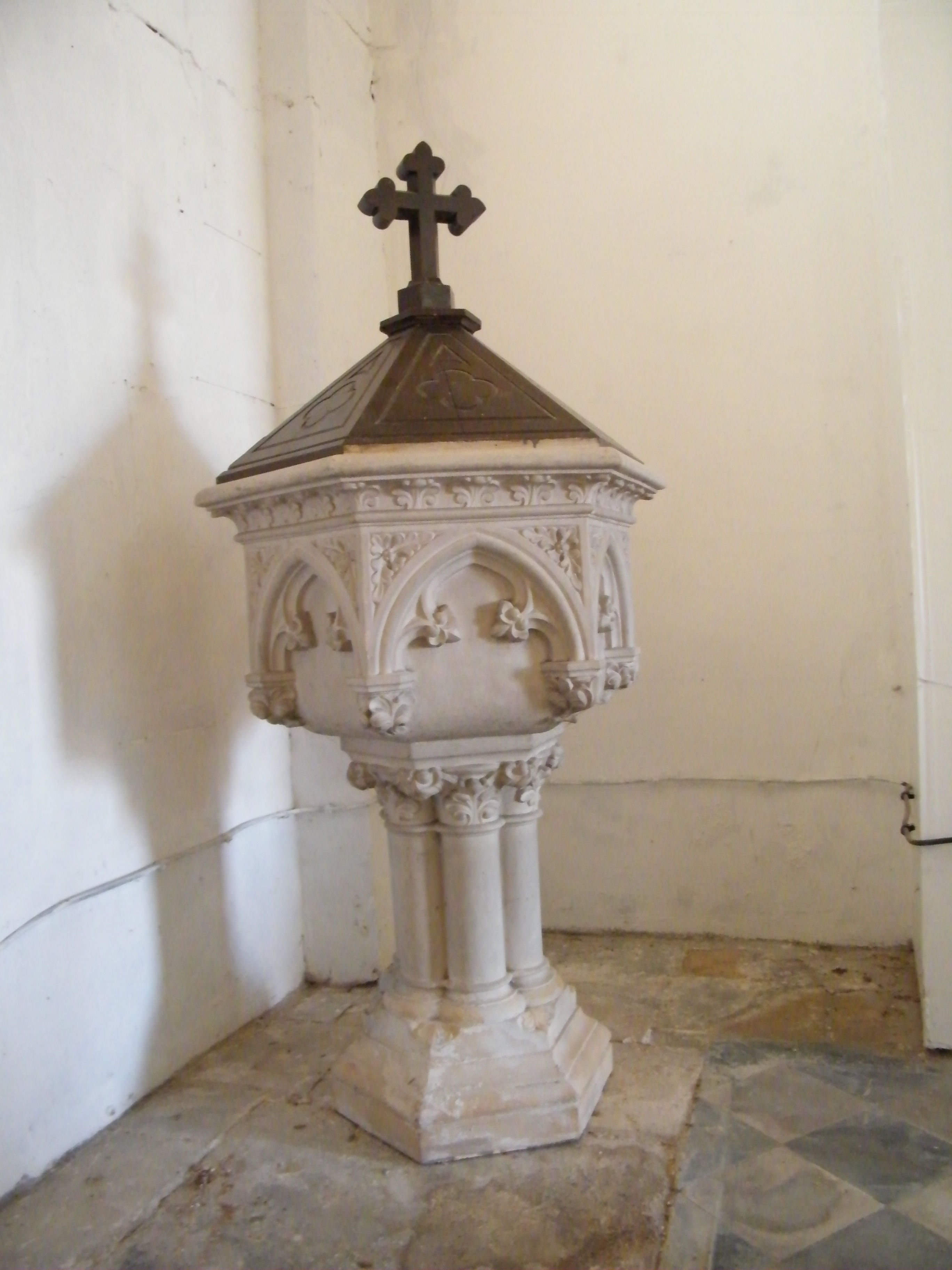
Fonts baptismaux.
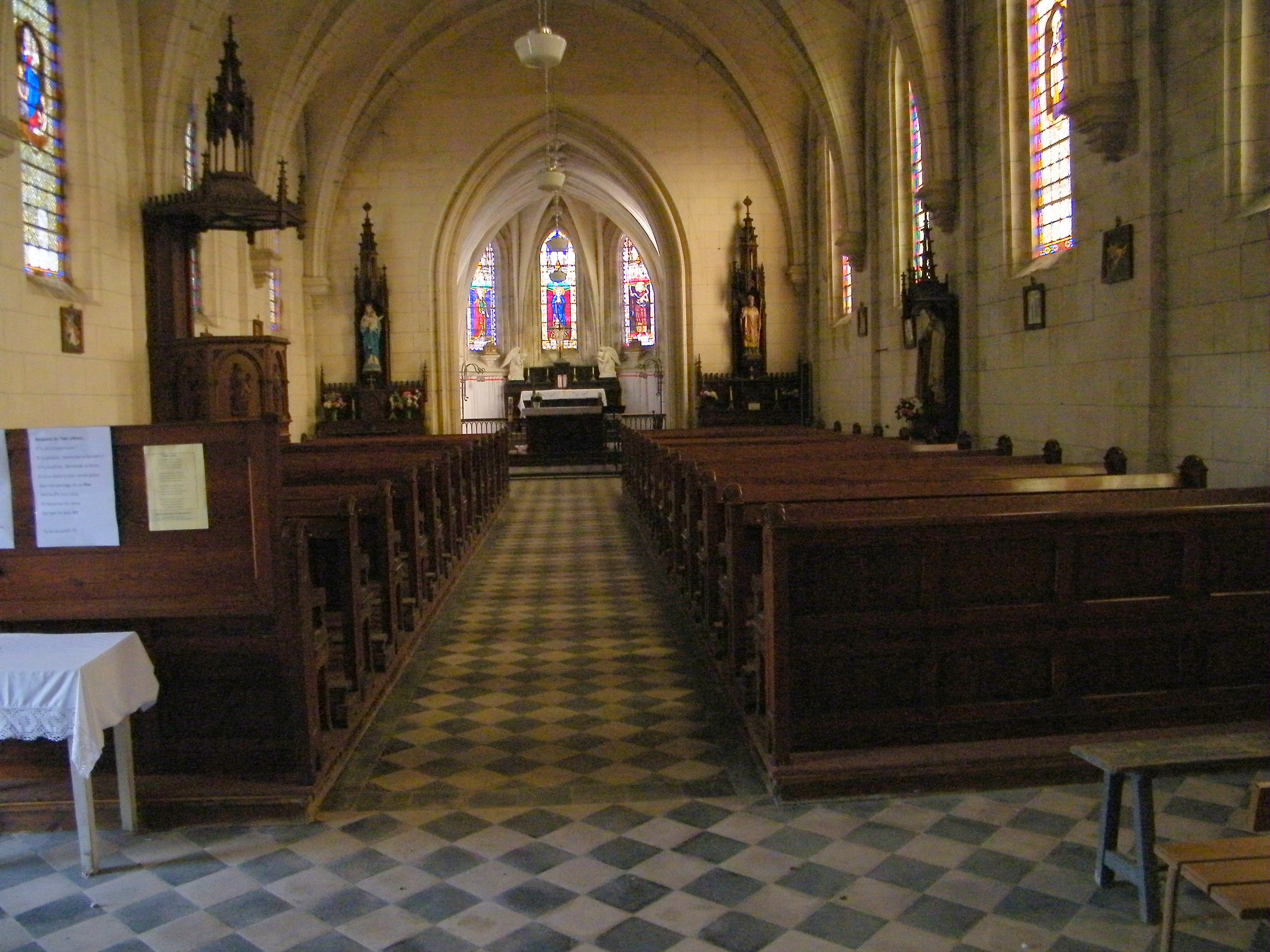
Perspective intérieure.
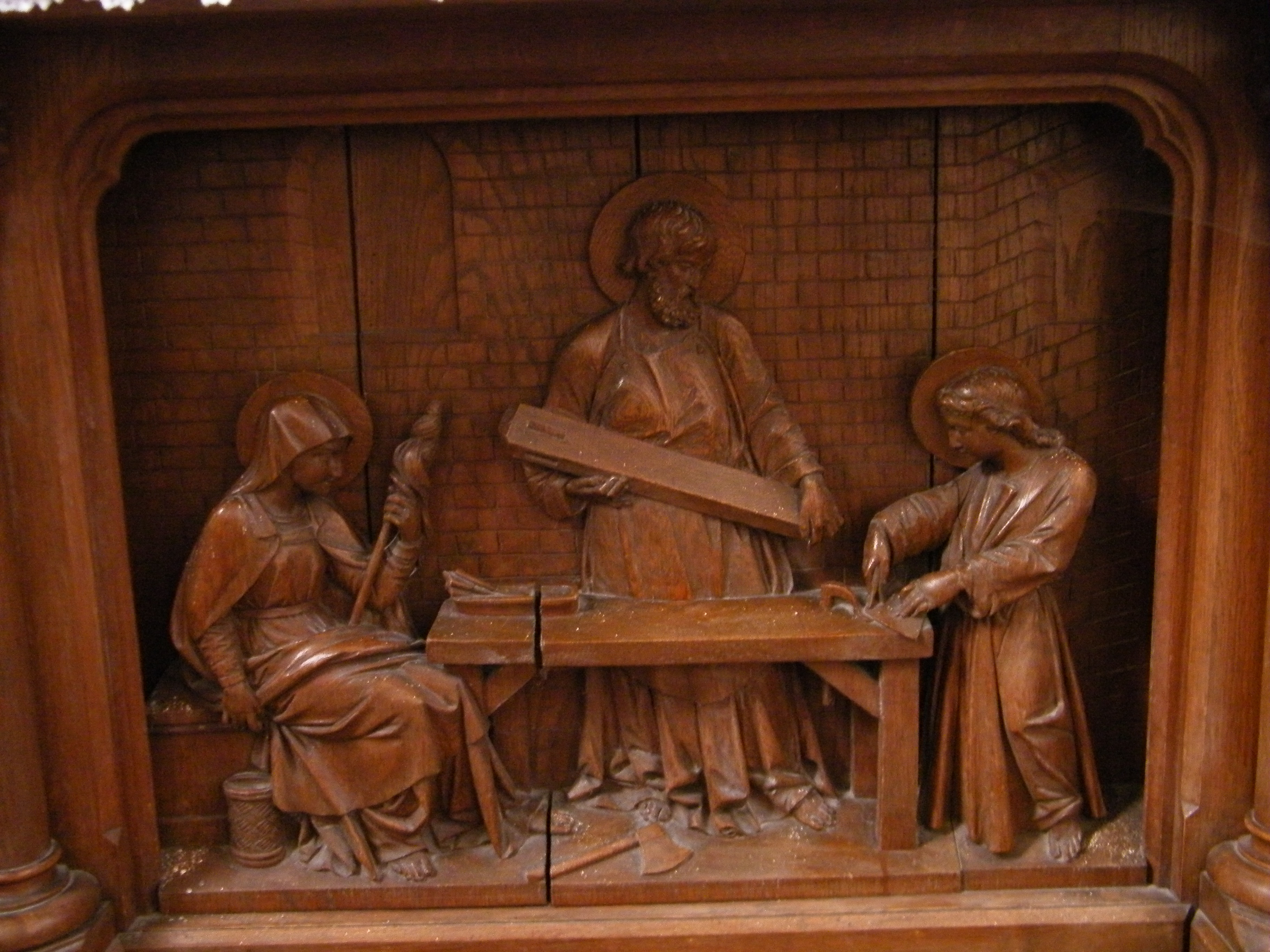
Autel sculpté.
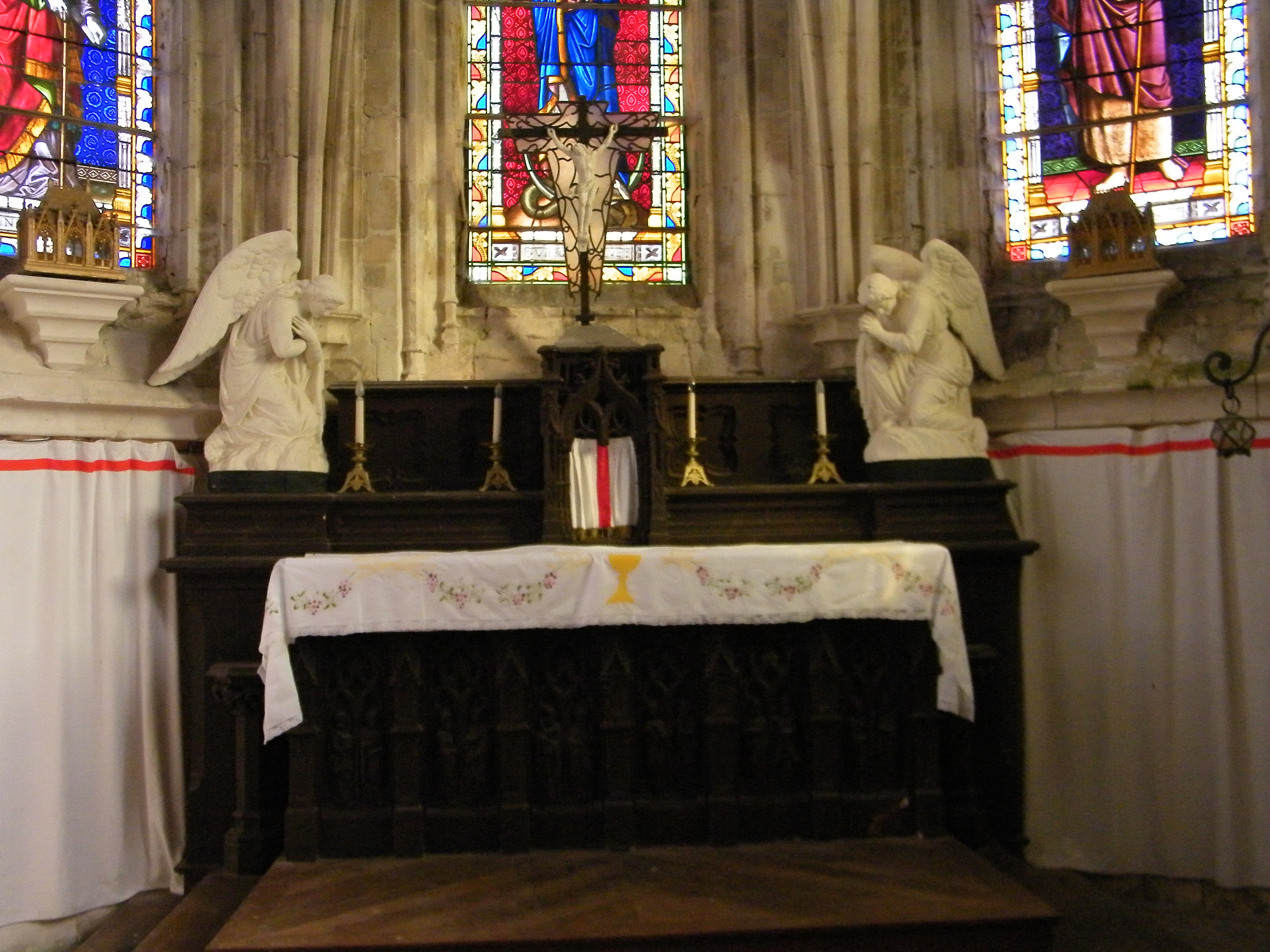
Ancien autel.